# تنسی والنتیرز

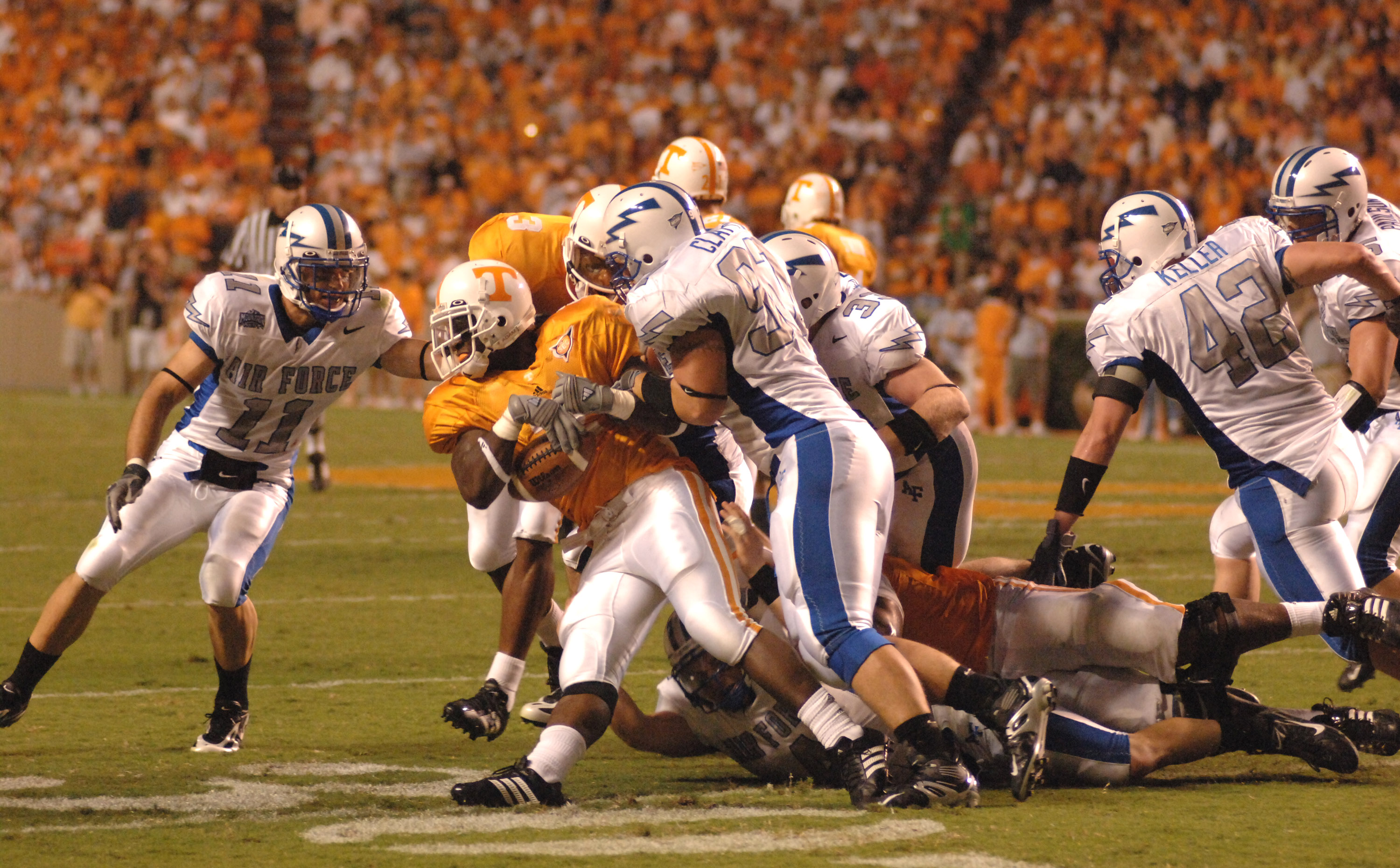
تیم فوتبال آمریکایی تنسی والنتیرز، قهرمان لیگ بی سی اس آمریکا در فصل ۱۹۹۸-۱۹۹۹

تنسی والنتیرز (به انگلیسی: Tennessee Volunteers) نامی است که به مجموع تیمهای ورزشی دانشگاه تنسی گفته می‌شود.
والنتیرزها به ویژه در دو و میدانی، فوتبال آمریکایی، و بسکتبال زنان دارای شهرت ملی هستند.
لباس والنتیرزها همواره نارنجی رنگ می‌باشد.

## جستارهای دیگر
- ورزشگاه نیلند